# Temporada regular de la Euroliga Femenina 2025-26
La temporada regular de la Euroliga Femenina 2025-26 es la fase regular de esta competición. Comenzará el 8 de octubre de 2025, y finalizará el 4 de febrero de 2026.

## Formato
Primera ronda
Los 16 clubes se dividirán en 4 grupos (A, B, C y D) de 4 equipos cada grupo, jugando en un formato de todos contra todos (ida y vuelta). Los 3 mejores equipos de cada grupo avanzarán a la segunda ronda y los últimos clasificados de cada grupo pasaran a jugar en la EuroCup donde pasarán a disputar la 1ª Ronda de Playoffs de dicha competición.
Segunda ronda
Los 3 equipos del grupo A y los 3 del grupo B se juntarán en un nuevo grupo: el grupo E. En este, los equipos del A se enfrentarán únicamente a los del B a doble partido (ida y vuelta). Lo mismo sucederá entre los 3 equipos del grupo C y los 3 del D, formando así el grupo F.
La clasificación final de los dos grupos de esta ronda se determinará a partir de los resultados de los partidos realizados en esta ronda y aprovechando los resultados de los equipos en la anterior ronda.
Los 4 primeros de cada grupo pasarán a disputar la siguiente ronda: los Play-ins. Los 2 últimos clasificados en cada grupo quedarán eliminados.

## Sorteo
Los bombos para el sorteo se desvelaron el 16 de julio de 2025.  Los cabezas de serie se determinaron en base al ranking de clubes.
| Bombo 1               |
| --------------------- |
| Fenerbahçe Opet       |
| ZVVZ USK Praha        |
| ÇIMSA CBK Mersin      |
| Beretta Familia Schio |

| Bombo 2         |
| --------------- |
| Valencia Basket |
| Spar Girona     |
| Basket Landes   |
| Sopron Basket   |

| Bombo 3               |
| --------------------- |
| Olympiacos SFP        |
| VBW Gdynia            |
| Flammes Carolo Basket |
| Ganador PlayOff 1     |

| Bombo 4           |
| ----------------- |
| Ganador PlayOff 2 |
| Ganador PlayOff 3 |
| Ganador PlayOff 4 |
| Ganador PlayOff 5 |

El sorteo tuvo lugar el 23 de julio de 2025 en Munich, Alemania. Sólo un máximo de un club podía estar ubicado en el mismo grupo para la temporada regular. 

## Primera ronda

### Grupo A
| Pos. | Equipo                | PJ | G | P | PF | PC | DP | Pts | Clasificación    |  | PRA | GIR | GDY | QW5 |
| ---- | --------------------- | -- | - | - | -- | -- | -- | --- | ---------------- |  | --- | --- | --- | --- |
| 1    | ZVVZ USK Praha        | 0  | 0 | 0 | 0  | 0  | 0  | 0   | Segunda ronda    |  | —   | –   | –   | –   |
| 2    | Spar Girona           | 0  | 0 | 0 | 0  | 0  | 0  | 0   | Segunda ronda    |  | –   | —   | –   | –   |
| 3    | VBW Gdynia            | 0  | 0 | 0 | 0  | 0  | 0  | 0   | Segunda ronda    |  | –   | –   | —   | –   |
| 4    | Ganador del PlayOff 5 | 0  | 0 | 0 | 0  | 0  | 0  | 0   | PlayOffs EuroCup |  | –   | –   | –   | —   |

 Fuente: 

#### Partidos
Jornada 1
| 8 de octubre de 2025 | Spar Girona           | vs.     | VBW Gdynia | Gerona                                                 |  |
|                      | Parciales: –, –, –, – |         |            |                                                        |  |
|                      |                       | Reporte |            | Pabellón: Pabellón municipal Gerona-Fontajau Árbitros: |  |

| 8 de octubre de 2025 | [[]]                  | vs. | ZVVZ USK Praha | [[]]                     |
|                      | Parciales: –, –, –, – |     |                |                          |
|                      |                       |     |                | Pabellón: [[]] Árbitros: |

Jornada 2
| 15 de octubre de 2025 | ZVVZ USK Praha        | vs.     | Spar Girona | Praga                              |  |
|                       | Parciales: –, –, –, – |         |             |                                    |  |
|                       |                       | Reporte |             | Pabellón: Královka Arena Árbitros: |  |

| 15 de octubre de 2025 | VBW Gdynia            | vs. | [[]] | Gdynia                                |
|                       | Parciales: –, –, –, – |     |      |                                       |
|                       |                       |     |      | Pabellón: Polsat Plus Arena Árbitros: |

Jornada 3
| 22 de octubre de 2025 | Spar Girona           | vs. | [[]] | Gerona                                                 |
|                       | Parciales: –, –, –, – |     |      |                                                        |
|                       |                       |     |      | Pabellón: Pabellón municipal Gerona-Fontajau Árbitros: |

| 22 de octubre de 2025 | ZVVZ USK Praha        | vs.     | VBW Gdynia | Praga                              |  |
|                       | Parciales: –, –, –, – |         |            |                                    |  |
|                       |                       | Reporte |            | Pabellón: Královka Arena Árbitros: |  |

Jornada 4
| 29 de octubre de 2025 | VBW Gdynia            | vs.     | Spar Girona | Gdynia                                |  |
|                       | Parciales: –, –, –, – |         |             |                                       |  |
|                       |                       | Reporte |             | Pabellón: Polsat Plus Arena Árbitros: |  |

| 29 de octubre de 2025 | ZVVZ USK Praha        | vs. | [[]] | Praga                              |
|                       | Parciales: –, –, –, – |     |      |                                    |
|                       |                       |     |      | Pabellón: Královka Arena Árbitros: |

Jornada 5
| 4 de noviembre de 2025 | Spar Girona           | vs.     | ZVVZ USK Praha | Gerona                                                 |  |
|                        | Parciales: –, –, –, – |         |                |                                                        |  |
|                        |                       | Reporte |                | Pabellón: Pabellón municipal Gerona-Fontajau Árbitros: |  |

| 4 de noviembre de 2025 | [[]]                  | vs. | VBW Gdynia | [[]]                     |
|                        | Parciales: –, –, –, – |     |            |                          |
|                        |                       |     |            | Pabellón: [[]] Árbitros: |

Jornada 6
| 26 de noviembre de 2025 | [[]]                  | vs. | Spar Girona | [[]]                     |
|                         | Parciales: –, –, –, – |     |             |                          |
|                         |                       |     |             | Pabellón: [[]] Árbitros: |

| 26 de noviembre de 2025 | VBW Gdynia            | vs.     | ZVVZ USK Praha | Gdynia                                |  |
|                         | Parciales: –, –, –, – |         |                |                                       |  |
|                         |                       | Reporte |                | Pabellón: Polsat Plus Arena Árbitros: |  |

### Grupo B
| Pos. | Equipo                | PJ | G | P | PF | PC | DP | Pts | Clasificación    |  | SCH | SOP | CAR | QW3 |
| ---- | --------------------- | -- | - | - | -- | -- | -- | --- | ---------------- |  | --- | --- | --- | --- |
| 1    | Beretta Familia Schio | 0  | 0 | 0 | 0  | 0  | 0  | 0   | Segunda ronda    |  | —   | –   | –   | –   |
| 2    | Sopron Basket         | 0  | 0 | 0 | 0  | 0  | 0  | 0   | Segunda ronda    |  | –   | —   | –   | –   |
| 3    | Flammes Carolo Basket | 0  | 0 | 0 | 0  | 0  | 0  | 0   | Segunda ronda    |  | –   | –   | —   | –   |
| 4    | Ganador del PlayOff 3 | 0  | 0 | 0 | 0  | 0  | 0  | 0   | PlayOffs EuroCup |  | –   | –   | –   | —   |

 Fuente: 

#### Partidos
Jornada 1
| 8 de octubre de 2025 | Sopron Basket         | vs.     | Flammes Carolo Basket | Sopron                           |  |
|                      | Parciales: –, –, –, – |         |                       |                                  |  |
|                      |                       | Reporte |                       | Pabellón: Aréna Sopron Árbitros: |  |

| 8 de octubre de 2025 | [[]]                  | vs. | Beretta Familia Schio | [[]]                     |
|                      | Parciales: –, –, –, – |     |                       |                          |
|                      |                       |     |                       | Pabellón: [[]] Árbitros: |

Jornada 2
| 15 de octubre de 2025 | Beretta Familia Schio | vs.     | Sopron Basket | Schio                                       |  |
|                       | Parciales: –, –, –, – |         |               |                                             |  |
|                       |                       | Reporte |               | Pabellón: Palazzetto Livio Romare Árbitros: |  |

| 15 de octubre de 2025 | Flammes Carolo Basket | vs. | [[]] | Charleville-Mézières                       |
|                       | Parciales: –, –, –, – |     |      |                                            |
|                       |                       |     |      | Pabellón: Caisse d'Epargne Arena Árbitros: |

Jornada 3
| 22 de octubre de 2025 | Sopron Basket         | vs. | [[]] | Sopron                           |
|                       | Parciales: –, –, –, – |     |      |                                  |
|                       |                       |     |      | Pabellón: Aréna Sopron Árbitros: |

| 22 de octubre de 2025 | Beretta Familia Schio | vs.     | Flammes Carolo Basket | Schio                                       |  |
|                       | Parciales: –, –, –, – |         |                       |                                             |  |
|                       |                       | Reporte |                       | Pabellón: Palazzetto Livio Romare Árbitros: |  |

Jornada 4
| 29 de octubre de 2025 | Flamess Carolo Basket | vs.     | Sopron Basket | Charleville-Mézières                       |  |
|                       | Parciales: –, –, –, – |         |               |                                            |  |
|                       |                       | Reporte |               | Pabellón: Caisse d'Epargne Arena Árbitros: |  |

| 29 de octubre de 2025 | Beretta Familia Schio | vs. | [[]] | Schio                                       |
|                       | Parciales: –, –, –, – |     |      |                                             |
|                       |                       |     |      | Pabellón: Palazzetto Livio Romare Árbitros: |

Jornada 5
| 4 de noviembre de 2025 | [[]]                  | vs. | Flammes Carolo Basket | [[]]                     |
|                        | Parciales: –, –, –, – |     |                       |                          |
|                        |                       |     |                       | Pabellón: [[]] Árbitros: |

| 4 de noviembre de 2025 | Sopron Basket         | vs.     | Beretta Familia Schio | Sopron                           |  |
|                        | Parciales: –, –, –, – |         |                       |                                  |  |
|                        |                       | Reporte |                       | Pabellón: Aréna Sopron Árbitros: |  |

Jornada 6
| 26 de noviembre de 2025 | [[]]                  | vs. | Sopron Basket | [[]]                     |
|                         | Parciales: –, –, –, – |     |               |                          |
|                         |                       |     |               | Pabellón: [[]] Árbitros: |

| 26 de noviembre de 2025 | Flammes Carolo Basket | vs.     | Beretta Familia Schio | Charleville-Mézières                       |  |
|                         | Parciales: –, –, –, – |         |                       |                                            |  |
|                         |                       | Reporte |                       | Pabellón: Caisse d'Epargne Arena Árbitros: |  |

### Grupo C
| Pos. | Equipo                | PJ | G | P | PF | PC | DP | Pts | Clasificación    |  | FEN | VAL | OLY | QW4 |
| ---- | --------------------- | -- | - | - | -- | -- | -- | --- | ---------------- |  | --- | --- | --- | --- |
| 1    | Fenerbahçe Opet       | 0  | 0 | 0 | 0  | 0  | 0  | 0   | Segunda ronda    |  | —   | –   | –   | –   |
| 2    | Valencia Basket       | 0  | 0 | 0 | 0  | 0  | 0  | 0   | Segunda ronda    |  | –   | —   | –   | –   |
| 3    | Olympiacos SFP        | 0  | 0 | 0 | 0  | 0  | 0  | 0   | Segunda ronda    |  | –   | –   | —   | –   |
| 4    | Ganador del PlayOff 4 | 0  | 0 | 0 | 0  | 0  | 0  | 0   | PlayOffs EuroCup |  | –   | –   | –   | —   |

 Fuente: 

#### Partidos
Jornada 1
| 8 de octubre de 2025 | Valencia Basket       | vs.     | Olympiacos SFP | Valencia                       |  |
|                      | Parciales: –, –, –, – |         |                |                                |  |
|                      |                       | Reporte |                | Pabellón: Roig Arena Árbitros: |  |

| 8 de octubre de 2025 | [[]]                  | vs. | Fenerbahçe Opet | [[]]                     |
|                      | Parciales: –, –, –, – |     |                 |                          |
|                      |                       |     |                 | Pabellón: [[]] Árbitros: |

Jornada 2
| 15 de octubre de 2025 | Fenerbahçe Opet       | vs.     | Valencia Basket | Estambul                                     |  |
|                       | Parciales: –, –, –, – |         |                 |                                              |  |
|                       |                       | Reporte |                 | Pabellón: Metro Energy Sports Hall Árbitros: |  |

| 15 de octubre de 2025 | Olympiacos SFP        | vs. | [[]] | El Pireo                                           |
|                       | Parciales: –, –, –, – |     |      |                                                    |
|                       |                       |     |      | Pabellón: Estadio de la Paz y la Amistad Árbitros: |

Jornada 3
| 22 de octubre de 2025 | Valencia Basket       | vs. | [[]] | Valencia                       |
|                       | Parciales: –, –, –, – |     |      |                                |
|                       |                       |     |      | Pabellón: Roig Arena Árbitros: |

| 22 de octubre de 2025 | Fenerbahçe Opet       | vs.     | Olympiacos SFP | Estambul                                     |  |
|                       | Parciales: –, –, –, – |         |                |                                              |  |
|                       |                       | Reporte |                | Pabellón: Metro Energy Sports Hall Árbitros: |  |

Jornada 4
| 29 de octubre de 2025 | Olympiacos SFP        | vs.     | Valencia Basket | El Pireo                                           |  |
|                       | Parciales: –, –, –, – |         |                 |                                                    |  |
|                       |                       | Reporte |                 | Pabellón: Estadio de la Paz y la Amistad Árbitros: |  |

| 29 de octubre de 2025 | Fenerbahçe Opet       | vs. | [[]] | Estambul                                     |
|                       | Parciales: –, –, –, – |     |      |                                              |
|                       |                       |     |      | Pabellón: Metro Energy Sports Hall Árbitros: |

Jornada 5
| 4 de noviembre de 2025 | Valencia Basket       | vs.     | Fenerbahçe Opet | Valencia                       |  |
|                        | Parciales: –, –, –, – |         |                 |                                |  |
|                        |                       | Reporte |                 | Pabellón: Roig Arena Árbitros: |  |

| 4 de noviembre de 2025 | [[]]                  | vs. | Olympiacos SFP | [[]]                     |
|                        | Parciales: –, –, –, – |     |                |                          |
|                        |                       |     |                | Pabellón: [[]] Árbitros: |

Jornada 6
| 26 de noviembre de 2025 | [[]]                  | vs. | Valencia Basket | [[]]                     |
|                         | Parciales: –, –, –, – |     |                 |                          |
|                         |                       |     |                 | Pabellón: [[]] Árbitros: |

| 26 de noviembre de 2025 | Olympiacos SFP        | vs.     | Fenerbahçe Opet | El Pireo                                           |  |
|                         | Parciales: –, –, –, – |         |                 |                                                    |  |
|                         |                       | Reporte |                 | Pabellón: Estadio de la Paz y la Amistad Árbitros: |  |

### Grupo D
| Pos. | Equipo                | PJ | G | P | PF | PC | DP | Pts | Clasificación    |  | ÇBK | LAN | QW1 | QW2 |
| ---- | --------------------- | -- | - | - | -- | -- | -- | --- | ---------------- |  | --- | --- | --- | --- |
| 1    | ÇIMSA CBK Mersin      | 0  | 0 | 0 | 0  | 0  | 0  | 0   | Segunda ronda    |  | —   | –   | –   | –   |
| 2    | Basket Landes         | 0  | 0 | 0 | 0  | 0  | 0  | 0   | Segunda ronda    |  | –   | —   | –   | –   |
| 3    | Ganador del PlayOff 1 | 0  | 0 | 0 | 0  | 0  | 0  | 0   | Segunda ronda    |  | –   | –   | —   | –   |
| 4    | Ganador del PlayOff 2 | 0  | 0 | 0 | 0  | 0  | 0  | 0   | PlayOffs EuroCup |  | –   | –   | –   | —   |

 Fuente: 

#### Partidos
Jornada 1
| 8 de octubre de 2025 | Basket Landes         | vs. | [[]] | Mont-de-Marsan                                 |
|                      | Parciales: –, –, –, – |     |      |                                                |
|                      |                       |     |      | Pabellón: Espace François-Mitterrand Árbitros: |

| 8 de octubre de 2025 | [[]]                  | vs. | ÇIMSA CBK Mersin | [[]]                     |
|                      | Parciales: –, –, –, – |     |                  |                          |
|                      |                       |     |                  | Pabellón: [[]] Árbitros: |

Jornada 2
| 15 de octubre de 2025 | ÇIMSA CBK Mersin      | vs.     | Basket Landes | Mersin                                         |  |
|                       | Parciales: –, –, –, – |         |               |                                                |  |
|                       |                       | Reporte |               | Pabellón: Servet Tazegül Spor Salonu Árbitros: |  |

| 15 de octubre de 2025 | [[]]                  | vs. | [[]] | [[]]                     |
|                       | Parciales: –, –, –, – |     |      |                          |
|                       |                       |     |      | Pabellón: [[]] Árbitros: |

Jornada 3
| 22 de octubre de 2025 | Basket Landes         | vs. | [[]] | Mont-de-Marsan                                 |
|                       | Parciales: –, –, –, – |     |      |                                                |
|                       |                       |     |      | Pabellón: Espace François-Mitterrand Árbitros: |

| 22 de octubre de 2025 | ÇIMSA CBK Mersin      | vs. | [[]] | Mersin                                         |
|                       | Parciales: –, –, –, – |     |      |                                                |
|                       |                       |     |      | Pabellón: Servet Tazegül Spor Salonu Árbitros: |

Jornada 4
| 29 de octubre de 2025 | [[]]                  | vs. | Basket Landes | [[]]                     |
|                       | Parciales: –, –, –, – |     |               |                          |
|                       |                       |     |               | Pabellón: [[]] Árbitros: |

| 29 de octubre de 2025 | ÇIMSA CBK Mersin      | vs. | [[]] | Mersin                                         |
|                       | Parciales: –, –, –, – |     |      |                                                |
|                       |                       |     |      | Pabellón: Servet Tazegül Spor Salonu Árbitros: |

Jornada 5
| 4 de noviembre de 2025 | Basket Landes         | vs.     | ÇIMSA CBK Mersin | Mont-de-Marsan                                 |  |
|                        | Parciales: –, –, –, – |         |                  |                                                |  |
|                        |                       | Reporte |                  | Pabellón: Espace François-Mitterrand Árbitros: |  |

| 4 de noviembre de 2025 | [[]]                  | vs. | [[]] | [[]]                     |
|                        | Parciales: –, –, –, – |     |      |                          |
|                        |                       |     |      | Pabellón: [[]] Árbitros: |

Jornada 6
| 26 de noviembre de 2025 | [[]]                  | vs. | Basket Landes | [[]]                     |
|                         | Parciales: –, –, –, – |     |               |                          |
|                         |                       |     |               | Pabellón: [[]] Árbitros: |

| 26 de noviembre de 2025 | [[]]                  | vs. | ÇIMSA CBK Mersin | [[]]                     |
|                         | Parciales: –, –, –, – |     |                  |                          |
|                         |                       |     |                  | Pabellón: [[]] Árbitros: |